# Буи (Златна обала)
Буи (фр. Bouix) насеље је и општина у источном делу централне Француске у региону Бургоња, у департману Златна обала која припада префектури Монбар.
По подацима из 2011. године у општини је живело 157 становника, а густина насељености је износила 10,04 становника/km². Општина се простире на површини од 15,64 km². Налази се на средњој надморској висини од 240 метара (максималној 344 m, а минималној 211 m).

## Демографија
| 1962. | 1968. | 1975. | 1982. | 1990. | 1999. | 2011. |
| ----- | ----- | ----- | ----- | ----- | ----- | ----- |
| 196   | 196   | 195   | 179   | 181   | 187   | 157   |

График промене броја становника у току последњих година